# Granada (canción)
«Granada» es una canción escrita en 1932 por el compositor mexicano Agustín Lara dedicada a la ciudad española de Granada, que Lara no conocía personalmente y que visitó en 1954, 22 años después de la composición.
El pleno del Ayuntamiento de Granada, por unanimidad, acordó en su sesión del 4 de septiembre de 1997 establecer como Himno Oficial de la Ciudad de Granada la versión de la canción adaptada por el profesor Luis Megías Castilla.
Compuesta para Pedro Vargas, «el Tenor de América», el tema pronto se hizo extremadamente popular. Las versiones más populares son frecuentemente cantadas con estilo operístico, a veces por intérpretes de la talla de Jorge Negrete, Javier Solís, Alfredo Sadel, Claudio Villa, Juan Arvizu, Los Machucambos, Nestor Mesta Chayres,  Mario Lanza, Hugo Avendaño, Luis Mariano, Filippa Giordano, Alfredo Kraus, Alfonso Ortiz Tirado, Fritz Wunderlich, Jaume Aragall, José Carreras, Plácido Domingo, Andrea Bocelli, Juan Diego Flórez, Javier Camarena, Luciano Pavarotti y el trío de pop-lírico italiano Il Volo. Además, existen versiones en estilos tan diversos como el jazz, pop, easy listening, flamenco o rock. Hay versiones en inglés, como la cantada en 1966 por Frank Sinatra al gusto del cha-cha-chá de la época, e incluso en alemán y en hebreo.

## Algunas versiones grabadas
- 1932 Juan Arvizu con orquesta para Victor Records[4][5]
- 1941 • Carlos Ramírez[6]
- 1944 • Carlos Ramírez con la orquesta de Xavier Cugat. Cugat grabó una versión instrumental en 1958.
- 1946 • Néstor Mesta Cháyres con la orquesta de Alfredo Antonini.[7][8]
- 1949 y 1951 • Mario Lanza
- 1951 • Bing Crosby — en inglés
- 1954 • Frankie Laine, #17 en las listas de éxitos de EE. UU. — en inglés
- 1954 • Tommy Dorsey — big band instrumental
- 1956 • Pérez Prado

- 1956 * John Serry Sr. -acordeón instrumental (en el álbum Squeeze Play,Dot Records- DLP-3024)[9][10][11]
- 1957 • Alejandro Algara (en el álbum Suite Española, Agustín Lara y su Orquesta y Alejandro Algara, RCA, Vinyl)
- 1958 • Tito Rodríguez — instrumental
- 1958 • Percy Faith — easy listening instrumental
- 1958 • The Four Freshmen — en inglés
- 1959 • Joselito España
- 1961 • Ben E. King — en inglés (en el álbum Spanish Harlem, US #57)
- 1961 • Frank Sinatra, US #64 — en inglés
- 1961 • Arthur Lyman — instrumental
- 1962 • Violetta Villas
- 1962 • Los Machucambos-Costa Rica, España
- 1963 • Javier Solis- México - (disco "Fantasía Española")
- 1963 • Luis Mariano-
- 1963 • Edmundo Ros — en inglés
- 1963 • Trini López — en inglés
- 1963 • Peter Nero — piano instrumental
- 1964 • Vikki Carr
- Años 1960 • The Tornados — rock instrumental
- 1966 • Frank Sinatra
- 1967 • Paco de Lucía — guitarra flamenca
- 1969 • Hugo Winterhalter — easy listening
- 1972 • Germain de la Fuente interpretación en vivo
- 1977 • Wilfrido Vargas versión en merengue interpretada por Vicente Pacheco.
- 1979 • Al Bano (en el álbum Momentos)
- 1982 • Manolo Escobar
- 1989 • Coro del Ejército Rojo
- 1991 • Plácido Domingo
- 1993 • Carlos Montoya — Guitarra flamenca
- 1997 • Gato Barbieri — jazz
- 1998 • John Farnham & Anthony Warlow — en español e inglés
- 2002 • Tânia Maria – piano jazz
- 2003 • The American Tenors
- 2005 • Brad Mehldau Trio — piano jazz
- 2007 • True Symphonic Rockestra (James LaBrie, Vladimir Grishko, and Thomas Dewald) en español — rock
- 2008 • Andrea Bocelli- Incanto
- 2010 • Yanni- Mexicanísimo
- 2011 • Il Volo

### Otros intérpretes
- Germaín de La Fuente Maureira (Los Ángeles Negros)
- Juan Diego Flórez
- Javier Camarena
- Alfredo Kraus
- Alfredo Sadel
- Franco Corelli
- Alejandro Fernández
- Al Martino
- Baccara — música disco
- Coro y Orquesta Alexandrov de las Fuerzas Armadas de Rusia
- Barry Crocker — en inglés
- Ben E. King
- Bryn Terfel
- Connie Francis
- Eydie Gormé
- Claudio Villa
- Francisco
- Juan García Esquivel — instrumental
- Howard Morrison
- James Last Orchestra — instrumental
- Jay & The Americans
- David Emanuel - Tenor Mexicano
- Jerry Vale
- Johnny Mathis
- José Carreras
- Juan Diego Flórez
- Julian Bream — guitarra clásica
- Luciano Pavarotti
- Wilbert Alonzo Cabrera 2015
- Mantovani — easy listening
- James Last
- Ted Heath
- Renata Tebaldi
- Stan Kenton — big band instrumental
- The Ten Tenors
- Família Lima — Brasil
- Germain de la Fuente
- Álvaro Díaz Carrellán
- Cauby Peixoto - Brasil